# University of Washington

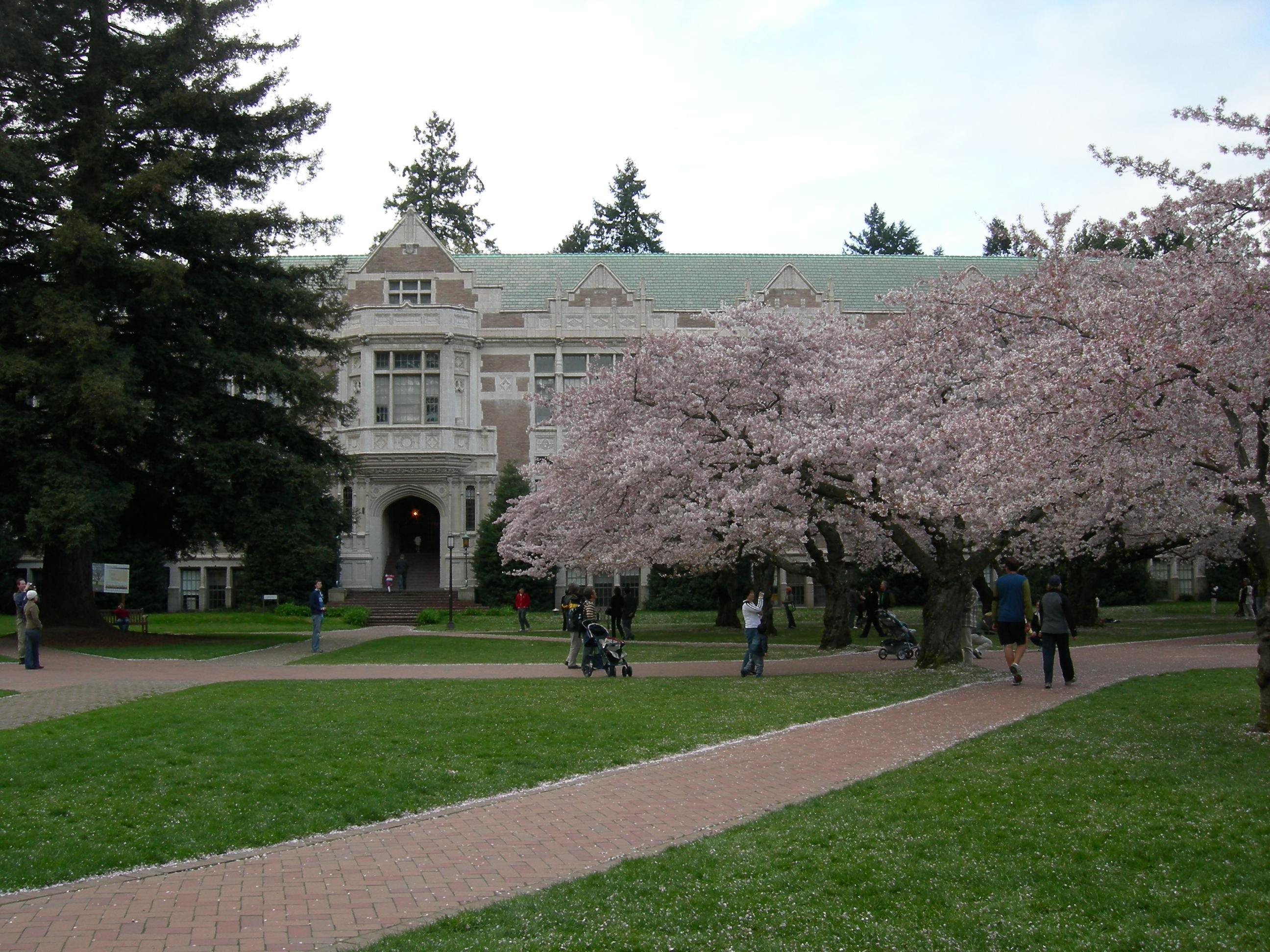
Campus.

University of Washington, amerikanskt universitet beläget i staden Seattle, Washington i USA. Det grundades 1861 och brukar rankas som ett av världens 20 bästa universitet. Det rankades på 25:e plats i världen i Times Higher Educations ranking av världens främsta lärosäten 2018.
Lärosätet driver bland annat den populära radiostationen KEXP FM 90.3 i Seattle.